# Mubárak Al-Sabah

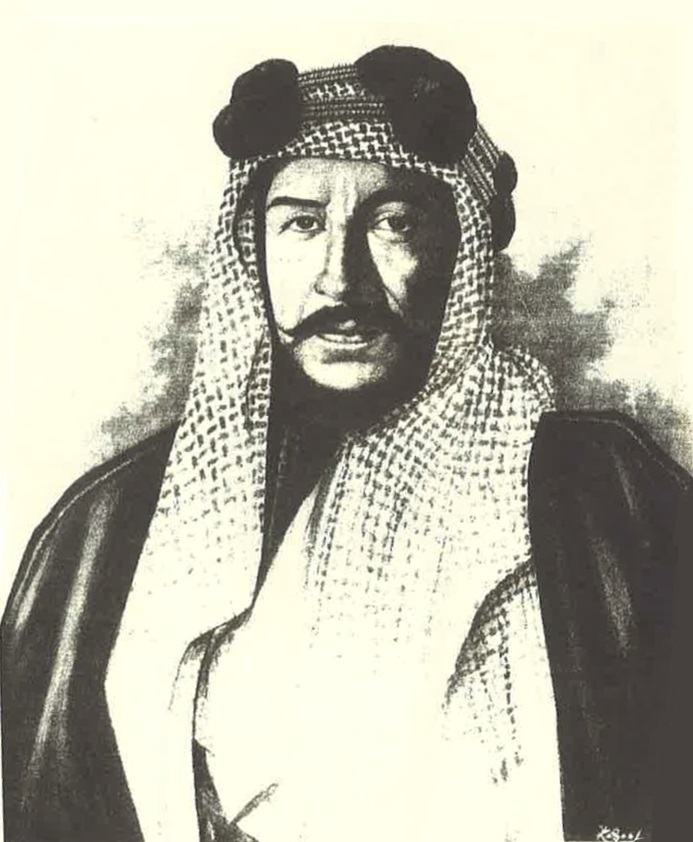
Mubárak Al-Sabah

El Jeque Mubárak bin Sabah Al-Sabah (1837 – 28 de noviembre de 1915) (árabe: الشيخ مبارك بن صباح الصباح) "El Grande" fue gobernante (Hakim) de Kuwait desde el 18 de mayo de 1896 hasta su muerte el 28 de noviembre de 1915. Mubárak subió al trono tras la muerte, por asesinato, de su hermano Muhámmad bin Sabah. Mubárak es el séptimo gobernante de la dinastía Al-Sabah. Mubárak, además, es padre de dos importantes gobernantes kuwaitíes que los sucedieron: Yáber II Al-Sabah y Sálim Al-Mubárak Al-Sabah.
En 1897, el gobierno de Sheij Mubárak obtuvo el reconocimiento diplomático de Kuwait, por parte del Imperio otomano con el título de Bajá. Dos años más tarde, el 23 de noviembre de 1899, firmó con el Reino Unido un tratado por el cual Kuwait pasaría a ser un protectorado británico. En dicho tratado se establece que Kuwait no podrá recibir ningún agente o representante extranjero o ceder territorio sin la aprobación del gobierno británico.

## Distinciones honoríficas[1]

### Distinciones honoríficas otomanas
- Caballero de Primera Clase de la Orden de Osmanie (1912).

### Distinciones honoríficas británicas
- Caballero comendador de la Orden del Imperio de la India (12/12/1912).
- Caballero comendador de la Orden de la Estrella de la India (02/06/1914).

| Predecesor: Muhámmad Al-Sabah | Hakim de Kuwait 1896 – 1915 | Sucesor: Yáber II Al-Sabah |